# Great Bernera
L'isola di Great Bernera (in gaelico scozzese Bearnaraigh (Mòr)) è una delle isole Ebridi Esterne.